# So laut du kannst
So laut du kannst ist ein deutsches Fernseh-Filmdrama für das ZDF von Esther Bialas aus dem Jahr 2022 mit Friederike Becht und Nina Gummich in den Hauptrollen, das das Thema Vergewaltigung und die MeToo-Bewegung thematisiert.

## Handlung
Kim Krawitz und Maja Heller sind seit der Schulzeit beste Freundinnen. Sie arbeiten beide als Physiotherapeutinnen und planen, nun ihre eigene Praxis zu eröffnen. So gehen sie ein letztes Mal als Hostessen zum Gentlemen’s Evening in einem Luxushotel, wo sie hochrangige Wirtschaftsleute mit Getränken versorgen. Das Event wird von Männern dominiert, die die Grenzen guten Benehmens nicht immer einhalten. Maja wird direkt gefragt, für wie viel Geld sie mit einem Gast auf sein Zimmer gehen würde, um „ein bißchen weiterzufeiern“. 
Kim trifft unter den Gästen unerwartet ihren ehemaligen Schulfreund Maximilian Holtdorf, inzwischen ein erfolgreicher Anwalt. Beide freuen sich über das Wiedersehen. Kim und Maja nehmen zum Abschluss des Abends noch ein Getränk an der Bar des Hotels. In einem unbeaufsichtigten Moment schüttet jemand an der Bar K.-o.-Tropfen in Kims Cocktail. Als Kim von einem Telefonat zurück zur Bar kommt und auch Maja von der Toilette zurückkehrt, überlässt Kim Maja die Getränke, da sie spontan das Angebot von Maximilian annimmt, sie nach Hause zu fahren.
Am nächsten Morgen wacht Maja in einem Hotelzimmer auf; ihr Rücken ist voller blauer Flecken, und sie krümmt sich vor Schmerzen. Nachdem sie sich übergeben hat, verlässt sie rasch das Hotel und erscheint auf der Arbeit, als sei nichts gewesen. Schließlich offenbart sie ihrer Freundin Kim, dass sie vergewaltigt worden sei. Sie rufen gemeinsam die Polizei und zeigen den Vorfall an, aber die K.-o.-Tropfen lassen sich nicht mehr nachweisen. 
Kim findet über ihren Freund Maximilian, der ja Gast des Events war, heraus, dass der reiche Anwalt Lukas Berger ihre Freundin Maja an dem Abend vergewaltigt hat. Die Polizei befragt den Verdächtigten: Lukas Berger bestätigt sogar, dass beide Sex im Hotelzimmer gehabt haben, aber sagt aus, dies sei einvernehmlich geschehen. Die Polizisten bedauern, dass sie nichts weiter tun können, und Kim und Maja wird bewusst, dass ihnen von einem Richter wenig Glauben geschenkt würde: sie können nicht beweisen, dass eine Vergewaltigung stattgefunden hat.
Während Maja verzweifelt versucht, trotz Angstattacken im Alltag zur Normalität zurückzukehren, will Kim unbedingt für Gerechtigkeit sorgen und den Täter dingfest machen. Sie findet mit Hilfe des Assistenten der Agentur, über die die Hostessen engagiert werden, heraus, dass es bei früheren Veranstaltungen bereits zu Übergriffen gegen die Frauen gekommen war. Doch die Frauen, die sie kontaktieren kann, schweigen alle oder wollen nicht, dass Kim mit der Polizei spricht. Als ihr auch noch der Veranstalter des Gentlemen’s Evening droht, dass ihre Recherchen keinen guten Ausgang nehmen würden, wendet sie sich an Maximilian, mit dem sich mittlerweile eine Beziehung anbahnt. 
Er gibt ihr den Tipp, wo sie Lukas Berger finden würde, und Kim stellt diesen in einem Yachthafen. Sie konfrontiert ihn mit den Fakten, und er gibt unfreiwillig ein Schuldeingeständnis ab, das Kim heimlich auf ihrem Handy aufzeichnet. Maja allerdings möchte unbedingt, dass das Thema der Vergewaltigung endlich abgeschlossen wird, und will Kim von weiteren Recherchen abbringen. Die Freundschaft der Frauen wird auf die Probe gestellt. Trotzdem mieten sie eine Praxis an, als ihnen von einem Makler geeignete Räume angeboten werden.
Einzig Maximilian verspricht Kim, sie zu unterstützen, und lässt sich die Aufzeichnung mit dem Schuldeingeständnis von Lukas Berger geben. Als Kim davon Maja berichtet, wirft diese sie aus der Wohnung. Kim wird von einer ehemaligen Hostess besucht, die ihr erklärt, dass die betroffenen Frauen alle gegen eine hohe Geldzahlung Schweigevereinbarungen unterschrieben haben, die alle aus der Kanzlei von Maximilian stammen. 
Kim sucht daraufhin die Kanzlei auf, verschafft sich Zutritt bis zu Maximilian und trifft dabei auf Maja, die gerade ihre Schweigeverpflichtungserklärung entgegennimmt. Vor der Tür wirft sie Maja vor, ihre Würde zu verkaufen. Maja erwidert verletzt, wenn sie selber einmal vergewaltigt werden würde, könne sie das Geld ja ablehnen. Das, was ihr passiert sei, könne jedoch nicht ungeschehen gemacht werden. Kim folgt Maximilian und Kollegen seiner Kanzlei bis zu einem Abendessen, bei dem nicht nur Maximilian als neuer Partner der Kanzlei vorgestellt, sondern auch die Firma von Lukas Berger als neuer Mandant begrüßt wird. Kim wirft Maximilian vor, ihr Vertrauen missbraucht zu haben.
Ein Jahr später treffen sich Kim und Maja in Majas neuen Praxisräumen wieder. Sie versöhnen sich. Maja weist Kim darauf hin, dass in zwei Wochen der nächste jährliche Gentlemens's Evening stattfinden wird. In einem Hotelzimmer sitzen Maja und Kim gemeinsam mit einer Reporterin und beobachten auf einem Monitor das gleiche Setting wie bei dem Event im Jahr zuvor. Nur diesmal trägt eine der Hostessen eine versteckte Kamera, die Livebilder aus dem Saal auf den Monitor der Reporterin überträgt.

## Hintergrund
So laut du kannst wurde vom 29. Juni 2021 bis zum 29. Juli 2021 in Hamburg und Umgebung gedreht. Produziert wurde der Film von der Relevant Film. Seit dem 5. November 2022 steht der Film in der ZDFmediathek zur Verfügung. Die Erstausstrahlung des Films erfolgte am 14. November 2022 im ZDF.

## Rezeption

### Auszeichnungen und Nominierungen
So laut du kannst wurde für „herausragende Produzentenleistung“ mit dem Bernd Burgemeister Fernsehpreis 2022 ausgezeichnet und auf dem Festival des deutschen Films für den Rheingold Publikumspreis 2022 nominiert. Im Rahmen der Verleihung des Grimme-Preises 2023 ist So laut du kannst im Wettbewerb Fiktion nominiert.

### Kritik
„Beklemmendes Drama über eine systemische Gewaltstruktur, das in der Figurenzeichnung beachtlich differenziert ausfällt und einfache Zuschreibungen vermeidet. Auch die ausgefeilte Bildsprache unterstützt die Wirkung des Films, der die diffizile Frage nach dem angemessenen Verhalten mit einem Vergewaltigungstrauma thematisiert.“